# Against All Odds (2011)
Pour les articles homonymes, voir Against All Odds.
Against All Odds 2011 désigne la septième édition du pay-per-view (PPV) de catch TNA Against All Odds. C'est un événement produit par la Total Nonstop Action Wrestling (TNA). Le spectacle a eu lieu le 13 février 2011 au TNA Impact! Zone de Universal Studios Florida.

## Contexte
Les spectacles de la Total Nonstop Action Wrestling en paiement à la séance sont constitués de matchs aux résultats prédéterminés par les scénaristes de la TNA. Ces rencontres sont justifiées par des storylines – une rivalité avec un catcheur, la plupart du temps – ou par des qualifications survenues dans les émissions de la TNA telles que TNA Xplosion et TNA Impact!. Tous les catcheurs possèdent un gimmick, c'est-à-dire qu'ils incarnent un personnage face (gentil), heel (méchant) ou tweener (neutre, apprécié du public), qui évolue au fil des rencontres. Un pay-per-view comme Against All Odds est donc un évènement tournant pour les différentes storylines en cours.

## Déroulement

### TNA World Heavyweight Championship
Lors du spectacle précédent, Genesis 2011, Jeff Hardy avait perdu le titre face à Ken Anderson. Précédemment dans la même soirée, Ken Anderson avait remporté un match face à Matt Morgan. Le 3 février dans l'émission Impact Wrestling, Jeff Hardy combat contre Ken Anderson dans un match revanche pour le TNA World Heavyweight Championship. Ken Anderson remporte de nouveau le match. Ken Anderson a ensuite remis son titre en jeu contre Matt Morgan qu'il a vaincu. Ce soir là, Jeff Hardy était arrivé dans la salle muni d'une échelle, déclarant que le vainqueur du match l'affronterait pour le titre dans un ladder match à Against all odds.

### TNA X Division Championship
Un three-way match est organisé pour déterminer le challenger au Championnat X Division. Les 3 participants se sont qualifiés les semaines précédentes lors d'autres three-way matchs, dans le cadre d'un tournoi. Le vainqueur du three-way match affrontera lors de la même soirée le champion X division, Kazarian.

### TNA Women's Knockout Championship
Mickie James participera à un match revanche de Genesis pour le Championnat féminin des Knockout face à Madison Rayne.

### Brother Devon vs Bully Ray
Brother Devon et Bully Ray se connaissent depuis toujours ; ils ont été les champions par équipe les plus titrés de l'histoire du catch. Mais lors de leur dernier match en équipe, Bully Ray s'est attaqué à Devon, le considérant comme maillon faible de l'équipe. Lors du spectacle Genesis, un combat entre eux s'était terminé en match nul.

### Jeff Jarrett vs Kurt Angle
Jeff Jarrett a amené Kurt Angle à la TNA en 2005 et depuis il existe une rivalité concernant l'ex-femme de Kurt Angle et la femme de Jeff Jarrett, Karen Jarrett. Depuis le retour de Kurt Angle à la TNA au Genesis, Jeff Jarrett est toujours accompagné de Karen Jarrett et le nargue ainsi. Lors d'une émission Impact Wrestling, Kurt Angle et Jeff Jarrett concluent un marché : si Kurt Angle gagne leur match à Against all odds, il aura la garde exclusive de ses enfants avec Karen ; mais si Jeff Jarrett gagne, il se mariera une nouvelle fois avec Karen, dans une émission d'Impact Wrestling.

## Matchs
| #                                                                | Matchs, | Stipulation                                                                       | Temps |
| ---------------------------------------------------------------- | --- | --------------------------------------------------------------------------------- | ----- |
| 1                                                                | Robbie E (avec Cookie) défait Max Buck et Jeremy Buck par forfait                                             | Three-Way match pour déterminer le challengeur numéro 1 au Championnat X Division | 00:27 |
| 2                                                                | Kazarian (c) défait Robbie E (avec Cookie)                                                                    | Match simple pour le Championnat X Division                                       | 07:11 |
| 3                                                                | Beer Money, Inc. (James Storm et Robert Roode) et Scott Steiner défont Immortal (Rob Terry, Gunner et Murphy) | Six Men Tag team match                                                            | 10:13 |
| 4                                                                | Samoa Joe défait D'Angelo Dinero                                                                              | Match simple                                                                      | 08:31 |
| 5                                                                | Madison Rayne (c) défait Mickie James                                                                         | Last Knockout Standing match pour le Championnat féminin des Knockout             | 08:28 |
| 6                                                                | Rob Van Dam défait Matt Hardy                                                                                 | Match simple                                                                      | 13:18 |
| 7                                                                | Bully Ray défait Brother Devon                                                                                | Street fight                                                                      | 09:24 |
| 8                                                                | Jeff Jarrett défait Kurt Angle                                                                                | Match simple.                                                                     | 16:13 |
| 9                                                                | Jeff Hardy défait Mr. Anderson (c)                                                                            | Ladder match pour le Championnat du Monde poids-lourds                            | 18:15 |
| (c) désigne le(s) champion(s) défendant son titre dans le match. | |                                                                                   |       |